# Cosmic Gate
I Cosmic Gate sono un gruppo musicale trance tedesco composto da Claus Terhoeven in arte Nic Chagall (1972) e Stefan Bossems in arte DJ Bossi (1967). Entrambi i dj provengono da Krefeld in Germania.
Il loro singolo d’esordio è stato "The Drums".
Durante il lockdown dovuto al COVID-19 si sono organizzati per trasmetter la loro musica mediante lo streaming.

## Discografia

### Album in studio
- 2001 – Rhythm & Drums
- 2002 – No More Sleep
- 2006 – Earth Mover
- 2009 – Sign of the Times
- 2011 – Wake Your Mind
- 2014 – Start to Feel
- 2016 – Materia Chapter.One
- 2017 – Materia Chapter.Two

### Singoli/EP
- 1999 – The Drums
- 1999 – Mental Atmosphere
- 2000 – Somewhere Over the Rainbow
- 2001 – Exploration of Space
- 2001 – Fire Wire
- 2002 – Back To Earth/Hardcore
- 2002 – The Truth
- 2002 – The Wave/Raging (con Jan Johnston)
- 2003 – Human Beings
- 2004 – Different Concept
- 2005 – I Feel Wonderful (con Jan Johnston)
- 2005 – Tomorrow
- 2006 – Should Have Known
- 2007 – Analog Feel
- 2007 – Body Of Conflict (con Denise Rivera)
- 2008 – A Day That Fades (con Roxanne Emery)
- 2013 – So Get Up! - Testi e voce del greco-californiano, Ithaka (Ithaka Darin Pappas)[2][3]
- 2019 – 20Years Forward Ever Backward Never

### DJ mix
- Technics DJ Set Volume Three (2001)
- Techno Club Vol. 14 - Talla 2XLC Welcomes Cosmic Gate (2001)
- 3AM Rush (2002)
- Bitte Ein Beat! - Beat 3 (2002)
- Back 2 Back (2003)
- MaxiMal In The Mix Vol. 5 (2003)
- Back 2 Back Vol. 2 (2005)
- Hard NRG 7 (2005)
- Back 2 Back 3 (2007)

### Remix
- Sash! - Adelante 1999
- U96 - Das Boot 2001 (Cosmic Gate Remix) 1999
- Green Court - Follow Me (Cosmic Gate Remix) 1999
- Green Court - Follow Me (Cosmic Gate Edit) 1999
- Miss Shiva - Dreams (Cosmic Gate Remix) 1999
- Beam vs. Cyrus & The Joker - Launch In Progress (Cosmic Gate Remix) 1999
- Bossi - To The Sky (Cosmic Gate Remix) 1999
- DJ Taucher - Science Fiction (Cosmic Gate Remix) 2000
- Der Verfall - Der Mussolini (Cosmic Gate Remix) 2000
- E Nomine - E Nomine (Cosmic Gate Remix) 2000
- Aquagen - Lovemachine (Cosmic Gate Remix) 2000
- Balloon - Monstersound (Cosmic Gate Mix) 2000
- Beam & Yanou - Sound Of Love (Cosmic Gate Remix) 2000
- Talla 2XLC - World In My Eyes (Cosmic Gate Remix) 2001
- Blank & Jones - DJs, Fans & Freaks (Cosmic Gate Remix) 2001
- Safri Duo - Samb-Adagio (Cosmic Gate Remix) 2001
- Vanessa-Mae - White Bird (Cosmic Gate Remix) 2001
- Green Court - Inside Your Gates (Cosmic Gate Remix) 2001
- Tiësto - Suburban Train (Cosmic Gate Remix) 2001
- Ferry Corsten - Punk (Cosmic Gate Remix) 2002
- Rank 1 - Awakening (Cosmic Gate Remix) 2002
- 4 Strings - Diving (Cosmic Gate Remix) 2002
- DuMonde - God Music (Cosmic Gate Remix) 2002
- Sioux - Pho (Cosmic Gate Remix) 2002
- Svenson & Gielen - Answer the Question (Cosmic Gate Remix) 2002
- Age of Love - The Age of Love (Cosmic Gate Remix) 2004
- Beam - Amun (Cosmic Gate Mix) 2004
- C.Y.B - Now (Cosmic Gate Remix) 2005
- 64 Bit - Virtual Discotech 1.0 (Cosmic Gate Remix) 2005
- Vincent De Moor - Fly Away (2007)
- Armin van Buuren vs. Rank 1 - This World Is Watching Me 2007
- Kirsty Hawkshaw Meets Tenishia - Outsiders (Cosmic Gate Remix) 2007
- Tiësto Feat. JES - Everything (Cosmic Gate Remix) 2007
- Cosmic Gate - Body Conflict (Cosmic Gate Club Mix) 2007
- Vincent De Moor - Fly Away (Cosmic Gate Remix) 2007
- Messler - Prepare (Cosmic Gate B2B3 Edit) 2007
- Cosmic Gate - Fire Wire (Cosmic Gate B2B3 Reconstruction) 2007
- Filo & Peri ft. Eric Lumiere - The Anthem (Nic Chagall Remix) 2007
- Veracocha - Carte Blanche (Cosmic Gate Remix) 2008
- OceanLab - Sirens of the Sea (Cosmic Gate Remix) 2008